# Sáromberke

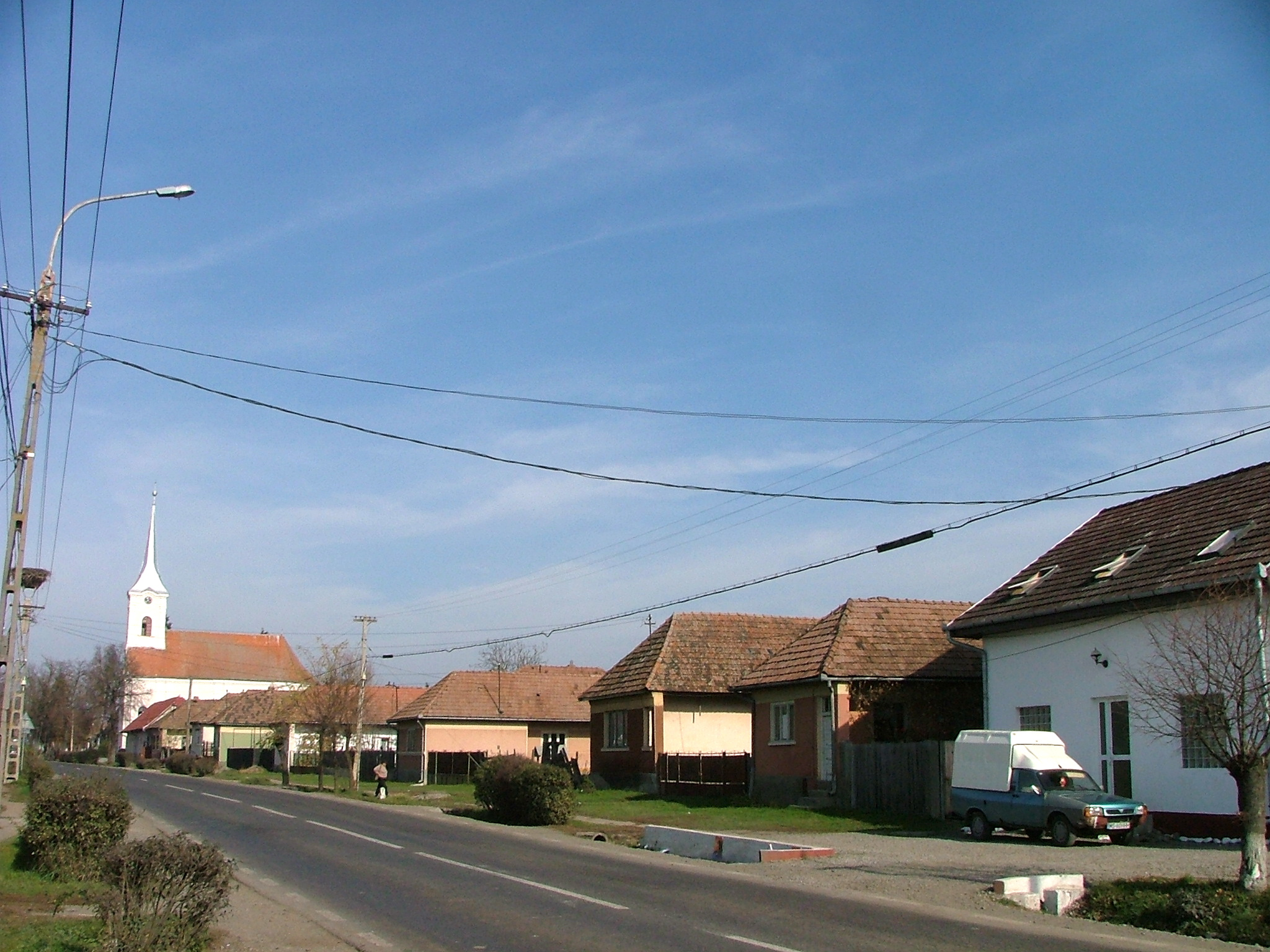
Fő utca

Sáromberke (románul Dumbrăvioara, németül Scharnberg) falu Romániában Maros megyében.

## Fekvése
A falu a Maros síkságán, a folyó bal partján, Marosvásárhelytől 14 km-re északkeletre fekszik.

## Története
1319-ben Sarumberg néven említi Károly Róbert két, ugyanebben az évben keltezett adománylevele. Már a középkorban népes település, egy 1453-as okirat szerint mezőváros.
Első ismert birtokosai a Kacsics nemzetség tagjai közül kerültek ki, köztük az ismert erdélyi vajda, országbíró és több vármegye főispánja, Szécsényi Tamás (1319-től).
A falu 1405-ben birtokcsere révén Somkereki Erdélyi Antal és leszármazottai birtokába kerül és kisebb-nagyobb megszakításokkal az Erdélyi család tulajdonában is marad, amíg özv. Erdélyi Istvánné Mindszenti Krisztina halála után Bánffy Dénes kancelláré, majd az ő halála után Teleki Mihályé nem lesz (1674 után).

1759-től a Teleki család önálló birtoka. Barokk Teleki-kastélyát 1769-ben gr. Teleki Sámuel erdélyi kancellár kezdte építtetni. Központi emeletes épületét pedig gr. Teleki Sámuel, a híres Afrika-utazó építtette 1912-ben újbarokk stílusban. Az U alakú épület értékeit 1944-ben széthordták.
A református templom építése (1785) szintén a Teleki Tékát alapító kancellár nevéhez fűződik.

A falunak 1910-ben 1030 lakosa volt, melyből 870 magyar, 43 román, 17 német. A trianoni békeszerződésig Maros-Torda vármegye Marosi felső járásához tartozott. 1992-ben 1692 lakosából 1459 magyar, 159 román és 73 cigány

## Látnivalók
- A Teleki-kastély épületében mezőgazdasági iskola működött. Ma a Benedek család tulajdonában van. A kastélyt gr. Teleki Sámuel kancellár építette 1769-ben.
- Református temploma 1785-ben épült barokk stílusban, a templom sarkánál áll gr. Teleki Sámuel kancellár szobra.
- A Teleki család sírboltja a kastéllyal szembeni domboldalon áll, 1803-ban épült.
- A sírbolt mellett az ortodox Szent Illés kolostor épülete áll.
- Római katolikus temploma 1905-ben épült neoromán stílusban.

## Neves személyek
- Itt született 1773. szeptember 5-én gr. Teleki Domokos császári kamarás, utazó,
- Innen származik dr. Kristóf György irodalomtörténész (szül. 1878, Tófalva).
- Itt született 1887-ben Köblös Elek, a Romániai Kommunisták Pártjának főtitkára (1924–1928)
- Itt született 1907-ben Szabédi László író.
- Itt született 1932-ben Szabó Miklós történész, főiskolai oktató, levéltáros.
- Itt született 1946-ban Vári Attila, erdélyi magyar író, költő
- A Teleki-sírboltban nyugszik gróf Teleki Sámuel erdélyi kancellár és gróf Teleki Sámuel Afrika-utazó. Az utóbbi Sáromberkén született.
- Puczi Béla 1948-ban született Sáromberkén.